# Erol Bulut
Erol Bulut (ur. 30 stycznia 1975 w Bad Schwalbachu) – turecki trener piłkarski i piłkarz występujący na pozycji prawego obrońcy. Były reprezentant Turcji. 
Bulut urodził się w NRD, w rodzinie pochodzenia tureckiego, i posiada niemieckie obywatelstwo. Wychowanek Eintrachtu Frankfurt, seniorską karierę rozpoczynał w 1992 w tymże klubie, grając równocześnie w zespole młodzieżowym.

## Sukcesy piłkarskie

### Klubowe
Fenerbahçe SK
- Mistrzostwo Turcji: 1995/1996

Olympiakos SFP
- Mistrzostwo Grecji: 2005/2006, 2006/2007
- Zdobywca Pucharu Grecji: 2005/2006

## Statystyki kariery trenerskiej
Stan na 5 listopada 2021
| Drużyna            | Od                  | Do                 | Rekord | Rekord | Rekord | Rekord | Rekord |
| Drużyna            | Od                  | Do                 | M      | Z      | R      | P      | Wyg %  |
| ------------------ | ------------------- | ------------------ | ------ | ------ | ------ | ------ | ------ |
| Yeni Malatyaspor   | 1 października 2017 | 25 kwietnia 2019   | 69     | 27     | 19     | 23     | 39,13% |
| Alanyaspor         | 17 sierpnia 2019    | 3 sierpnia 2020    | 44     | 23     | 9      | 12     | 52,27% |
| Fenerbahçe SK      | 5 sierpnia 2020     | 25 marca 2021      | 34     | 21     | 5      | 8      | 61,76% |
| Gaziantep FK       | 20 maja 2021        | obecnie            | 12     | 4      | 3      | 5      | 33,33% |
| Łącznie w karierze | Łącznie w karierze  | Łącznie w karierze | 159    | 75     | 36     | 48     | 47,17% |